# Antonio Rotondò
Antonio Rotondò (Lattarico, 15 agosto 1929 – Firenze, aprile 2007) è stato uno storico e docente universitario italiano.

## Biografia
Laureatosi all'Università di Firenze con Eugenio Garin, dopo un'esperienza come borsista all'Istituto italiano per gli studi storici e aver insegnato nelle scuole superiori e all'Università di Torino, rientrò nel 1978 alla sua università di origine, dove rimase fino al pensionamento. Storico delle idee, concentrò i suoi studi sui temi della tolleranza religiosa, delle eresie, dell'inquisizione e della censura ecclesiastica in età moderna. Curò le edizioni delle Opere di Camillo Renato (Firenze/Chicago, Sansoni/The Newberry Library, 1968), di Cosimo Amidei (Torino, Giappichelli, 1980), di Lelio Sozzini (Firenze, Olschki, 1986). I suoi numerosi saggi, usciti su riviste quali "Società", "Rivista storica italiana", furono raccolti nei volumi Studi e ricerche di storia ereticale italiana del Cinquecento (Torino, Giappichelli, 1974; edizione ampliata in 2 voll, Firenze, Olschki, 2008) e Riforme e utopie nel pensiero politico toscano del Settecento (Firenze, Olschki, 2008). Postuma uscì la raccolta di testi e studi La centralità del dubbio; un progetto di Antonio Rotondò, a cura di Camilla Hermanin e Luisa Simonutti (Firenze, Olschki, 2011). La sua raccolta libraria è stata donata alla Biblioteca Umanistica dell’Università di Firenze.

## Archivio e biblioteca personali
La Biblioteca Umanistica dell'Università degli studi di Firenze conserva un Fondo archivistico intitolato ad Antonio Rotondò. L'archivio comprende 2200 carte ordinate nelle serie archivistiche: Atti e documentazione personale; Atti e documentazione professionale; Corrispondenza; Editori e librerie; Istituti culturali; Ricordi e commemorazioni; nel Fondo si conserva inoltre un piccolo nucleo documentario denominato "Fondo Miriam Michelini", moglie di Rotondò. Alla moglie di Rotondò si deve anche la donazione negli anni 2007 e 2008 della biblioteca personale dello studioso, secondo le sue stesse disposizioni; i libri sono in corso di riordinamento presso la Biblioteca.